# Théâtre municipal de Corfou
Le théâtre municipal de Corfou fut le principal théâtre et opéra de l’île de Corfou, en Grèce, entre 1902 et 1943. Successeur du Nobile Teatro di San Giacomo di Corfù (en), qui devint l'hôtel de ville de Corfou, il fut détruit par un bombardement aérien de la Luftwaffe en 1943. Durant ses 41 années d'existence, le théâtre municipal de Corfou fut l'une des principales scènes d'Europe et contribua grandement aux Arts et à l'histoire des Balkans.
La décision de construire le théâtre municipal de Corfou fut prise durant le mandat du maire Georgios Theotokis, en 1883, afin d’accueillir un public grandissant. Sa construction débuta en 1893 et fut entreprise par l'architecte italien Conrado Pergolesi, dont les plans s'inspirèrent de La Scala de Milan. Cependant, le coût élevé des travaux retarda son inauguration jusqu'en 1902.
Pendant la Première Guerre mondiale, l’île de Corfou accueillit de nombreux soldats et réfugiés serbes. Du 19 janvier 1916 au 19 novembre 1918, le théâtre municipal servit de lieu d’assemblée au Parlement serbe en exil et la décision de donner naissance à un royaume de Yougoslavie réunissant Serbes, Croates, Bosniaques et Slovènes y fut prise. Après la guerre gréco-turque de 1919-1922, les loges du théâtre municipal servirent aussi de résidence pour de nombreux réfugiés issus d’Asie mineure.
Du fait de son coût élevé, la construction du théâtre ne fut amortie qu'en 1941. Mais, deux ans plus tard, dans la nuit du 13 septembre 1943, une attaque allemande détruisit le bâtiment. Avec le théâtre, disparurent toutes ses archives et celles de son prédécesseur, le Nobile Teatro (en).